# يوجينيو لامانا
يوجينيو لامانا (بالإيطالية: Eugenio Lamanna) (7 أغسطس 1989 بكومو في إيطاليا - ) هو لاعب كرة قدم إيطالي في مركز حراسة المرمى. لعب مع نادي باري ونادي جنوى ونادي سيينا ونادي كومو ونادي غوبيو.

## وصلات خارجية
- يوجينيو لامانا على موقع الاتحاد الأوربي (الإنجليزية)
- يوجينيو لامانا على موقع قاعدة بيانات كرة القدم.إي يو (الإنجليزية)
- يوجينيو لامانا على موقع Soccerway.com (الإنجليزية)
- يوجينيو لامانا على موقع عالم كرة القدم.نت (الإنجليزية)
- يوجينيو لامانا على موقع AS.com (الإسبانية)